# 조쉬 모스텔

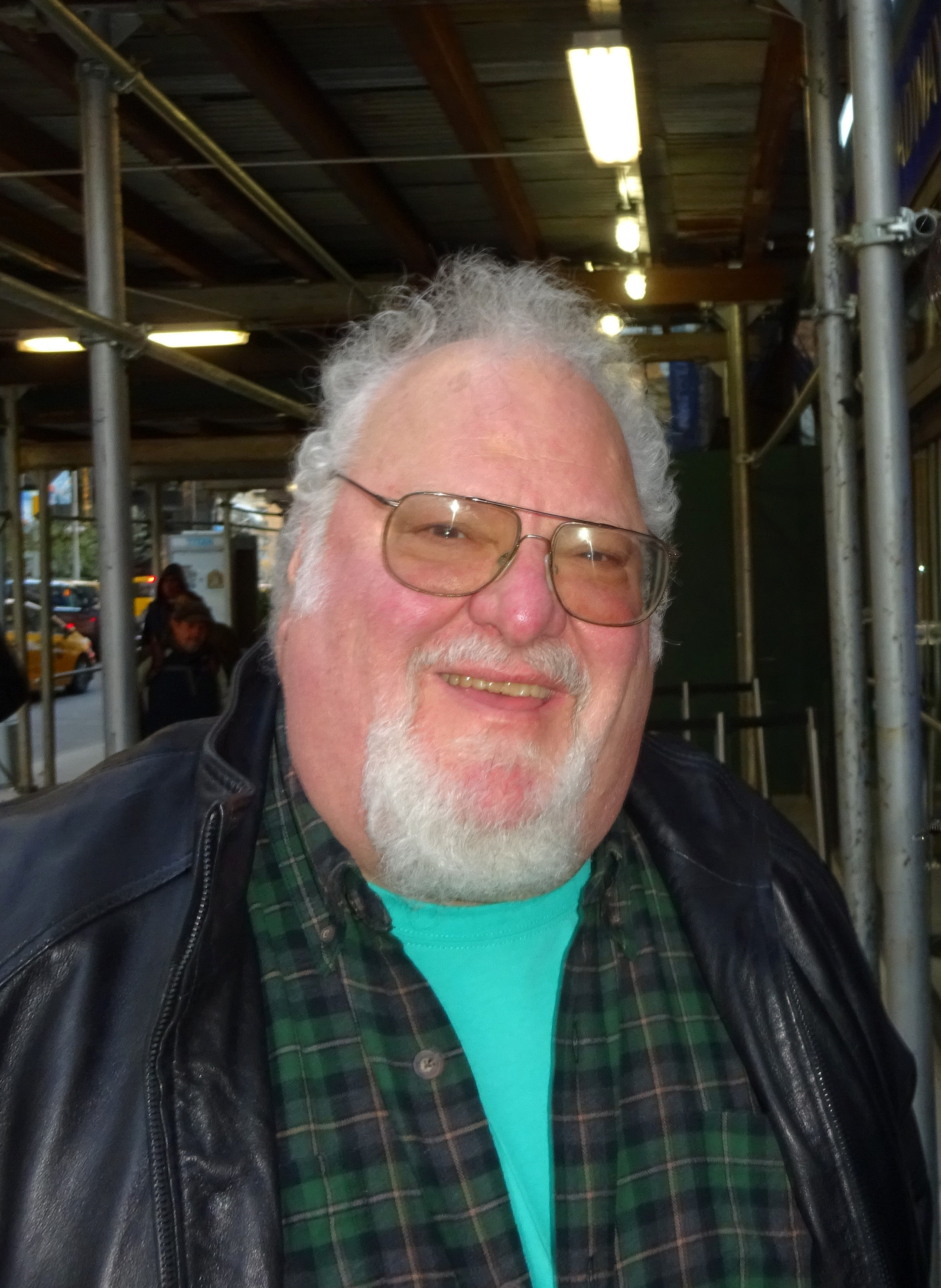

조시 모스텔(Josh Mostel, 1946년 12월 21일 ~ )은 미국의 배우이다.
뉴욕에서 태어났다.

## 출연 작품
- 스테이트 오브 플레이 (2009년) - 피트 역
- 스트립 서치 (2004년)
- 도시 탈출 (1999년)
- 빅 대디 (1999년) - 아서 브룩스 역
- 라운더스 (1998년) - 자고시 역
- 위대한 유산 (1998년)
- 백만장자 빌리 (1995년)
- 매드닝 (1995년)
- 바스켓볼 다이어리 (1995년)
- 렛 잇 비 미 (1995년)
- 바이 바이 아메리카 (1994년)
- 시한폭탄 같은 남자 (1994년)
- 굿바이 뉴욕 굿모닝 내 사랑 2 - 황금을 찾아라 (1994년)
- 리오행 90분 (1992년)
- 꿈꾸는 도시 (1991년)
- 굿바이 뉴욕 굿모닝 내 사랑 (1991년)
- 꼬마 천재 테이트 (1991년)
- 네이키드 탱고 (1990년)
- 사랑 길들이기 (1989년)
- 라디오 데이즈 (1987년)
- 메이트원 (1987년)
- 월 스트리트 (1987년)
- 스투지매니아 (1986년)
- 머니 핏 (1986년)
- 콤프러마이징 포지션스 (1985년) - 딕키 덩크 역
- 다른 행성에서 온 형제 (1984년)
- 사랑의 폭풍 (1984년)
- 스타 80 (1983년) - 사립탐정 역
- 소피의 선택 (1982년) - 모리스 역
- 해리와 톤토 (1974년)
- 지저스 크라이스트 슈퍼스타 (1973년)
- 킹 오브 마빈 가든스 (1972년)
- 고잉 홈 (1971년)

### 텔레비전
- 맨하탄의 사나이 (1987)
- 베벌리힐스 아이들 (1990)
- 로앤오더: 성범죄 전담반 (2012)